# ستيف سيمبسون
ستيف سيمبسون (بالإنجليزية: Stephen G. Simpson) هو رياضياتي أمريكي، ولد في 8 سبتمبر 1945.